# Mepantadrea
Mepantadrea là một chi bướm đêm thuộc họ Erebidae.